# Eois abbreviata
Eois abbreviata là một loài bướm đêm trong họ Geometridae.